# تاور-فول (لعبة)
تاور -فول TowerFall هي لعبة فيديو من نوع  ألعاب الأكشن  وتعتبر  لعبة فيديو مستقلة التطوير  والتي أنشأها مادي ثورسون من خلال شركته مات ميكز جيمز.  في هذه اللعبة  يتحكم اللاعبون في ما يصل إلى أربعة رماة في معركة داخل منصة متعددة اللاعبين. تم إصدارها على وحدة التحكم الصغيرة لنظام أويا في يونيو 2013 وتم نقلها لاحقًا إلى بلاي ستيشن 4 وإكس بوكس ون ولينكس وماك أو إس ومايكروسوفت ويندوز باسم صعود تاور-فول TowerFall Ascension وإلى نينتندو سويتش تحت عنوانها الأصلي تاور -فول TowerFall .
كانت اللعبة TowerFall أول لعبة تجارية لـ مادي ثورسون. وجاءت  عقب مسابقة تطوير الألعاب جيم جام في يونيو 2012 لعمل نموذج لعبة من نوع  لعبة فيديو فردية .
اختبر مادي ثورسون اللعبة على زملائه من المطورين المستقلين الذين عاش معهم ، وطور قدرتها على أنها لعبة جماعية .
تم استلهام آليتها من ألعاب مادي ثورسون الشبابية ، مثل بوشيدو بليد  و غولدن آي 007 ، وتأثرت بالتعليقات التجريبية في بطولة لعبة القتال في حدث  سلسلة بطولة التطور . كانت اللعبة TowerFall معروفة بشكل مميز عند إطلاق وحدة التحكم على نظام ألعاب  أويا  .
في عامها الأول ، باعت اللعبة حوالي 7000 نسخة على أويا، مما أدى إلى إيرادات إجمالية تبلغ حوالي 105,000 دولار.  عندما انتهت صلاحية الإتفاق الحصري مع  أويا   ، وقع مادي ثورسون اتفاقية حصرية أخرى لـ بلاي ستيشن 4 ، حيث احتوت النسخة المعدلة المسماة صعود تاور-فول  وضع لاعب واحد موسع ومستويات وأسلحة ومتغيرات لعب جديدة.
في عام 2015 تم توفير اللعبة على إصدار بلاي ستيشن فيتا  ، كما تم إصدار إصدارات إكس بوكس ون ونينتندو سويتش أيضًا.
في عام 2016 تم طرح إصدار مستقل من ثمانية لاعبين لنظام التشغيل Windows تم طرحه .
قوبلت لعبة صعود تاور-فول باستقبال إيجابي بشكل عام، وأوصى النقاد بها لأنها لعبة جماعية تذكرنا بلعبة سوبر سماش برذرز. وأشادوا بتوازنها .
ومع ذلك ، شعر البعض أن وضع اللاعب الفردي كان ضعيفًا ، وأعرب عن أسفه لعدم وجود وضع متعدد اللاعبين عبر الإنترنت.

## اللعب
تاور-فول TowerFall هي لعبة ساحة قتال للرماية.  حيث يقوم اللاعبون بقتل بعضهم البعض بالسهام وطرق الرأس حتى يبقى لاعب واحد فقط. (على الرغم من أنه يمكنك أيضًا اللعب في وضع التعاون Co-op).
أما في وضع اللعب الجماعي ، يتقاتل ما يصل إلى أربعة لاعبين في ساحة المعركة باستخدام كمية محدودة من الأسهم.
يقوم اللاعبون بتجديد مخزون الأسهم الخاص بهم من أولئك الذين تم إصابتهم في الساحة.  يمكن للاعبين أيضًا اجذب أسهم اللاعبين الآخرين.
تمنح وحدة «الكنز لرفع الطاقة» داخل اللعبة  اللاعبين دروعًا وأجنحة وسهامًا بقوة متزايدة،  ويمكن تخصيص قواعد اللعبة وحفظها للاستخدام في المستقبل.
وصف كريس بيرسون من موقع كوتاكو  اللعبة بأنها شبيهة  ب «[سوبر] سماش بروس وانها ولدت لتكون مع  الألعاب مثل إسبلونكي أو نيدهوغ».
هناك أربعة أوضاع للعبة.  في نمط اللاعب الفردي ، يجب أن يضرب اللاعب أهدافًا في جميع أنحاء الحلبة قبل نفاد المؤقت.
قارن مطور اللعبة هذا الوضع بـوضع  «حطم الأهداف Break the Targets» في سلسلة العاب سوبر سماش برذرز.  تضيف لعبة صعود تاور-فول Ascension نسخة معاد تشكيلها من المستويات المستهدفة كوضع التجربة ، والذي يتطلب من اللاعبين استخدام عمليات التقوية لكسر جميع الأهداف في غضون عدة ثوان.
تضيف لعبة صعود تاور-فول Ascension أيضًا وضع التحقيق Quest ، حيث يحاول لاعب أو لاعبان البقاء على قيد الحياة ضد موجات العدو المتزايدة الصعوبة.
وفي نمط  اللاعب الفردي ، يعمل  وضع التحقيق Quest كنمط هجوم لتسجيل النقاط .
وقد تم إصدار تحسينات للعبة صعود تاور-فول Ascension الجديدة أيضًا لإصدار أويا، يدعم إصدار أويا  وحدات التحكم لكل من  Xbox 360 وبلاي ستيشن 3  .  يستخدم  إصدار صعود تاور-فول Ascension مكبر الصوت المدمج بوحدة التحكم لدوال شوك 4  لتشغيل المؤثرات الصوتية.
ولكن لا تحتوي اللعبة على لاعبين متعددين عبر الإنترنت.

## التطوير

قتال نموذجي بين ثلاثة لاعبين

تم تطوير اللعبة وإنتاجها بواسطة مادي ثورسون ، الذي صنع سابقًا لعبة بلانيت بانش  وألعاب المتصفح ، كانت لعبة تاور-فول TowerFall أول لعبة تجارية كاملة له.
جاءت الفكرة لمادي ثورسون من زيارته لأليك هولوكا  الذي اشترك معه في مسابقة جيم جام  عام 2012 م ( كانت مدتها 48 ساعة بيونيو 2012  بمدينة فانكوفر الكندية ).
أعاد الفريق وضع تعدد اللاعبين المستوحى من خلال   أسطورة زيلدا والتي أصبحت لعبة فلاش على منصة لاعب فردي ، حيث كان اللاعب «راميًا ماهرًا في أسطورة قديمة».
كانوا يعتزمون إضافة عدة أسلحة ، لكنهم اختاروا الاحتفاظ بالأسلحة الأولية  - القوس والسهم - بسبب ما تقدمانه من أحساس للاعبين.
تم تصميم أداة السهم للرمي الخصم  دون إجراء شحن للأداة  وفي اتجاه نحو الأهداف لمنح اللاعب «مساحة أكبر» أثناء اللعب .
اختار مادي ثورسون أيضًا قصر اتجاه الهدف على الاتجاهات الترتيبية الثمانية بدلاً من توفير عناصر تحكم معقدة بزاوية 360 درجة.
أضافوا أيضًا مستويات وعناصر ومتجرًا وقصة مستندة على فكرة  صعود البرج Tower .
إلى جانب التقدم في اللعبة ، سيكتسب اللاعبون  أيضا عناصر ومهارات جديدة.
نسب المطور أليك هولوكا  الفضل في نجاح اللعبة إلى الساعات العديدة من الاختبار المحلي في مسابقات للعبة والتي أقامها اللاعبون المتعددون  في منازل مادي ثورسون في فانكوفر بكندا.
أقام مادي ثورسون في معسكر عمل مع مطور قابله من خلال مجتمع Game Maker وانتقل الاثنان في النهاية إلى أليك هولوكا في  منزل أسمه "Indie House" ، وهو منزل في فانكوفر كان جميع ساكنيه مطورين مستقلين.( منزل يجمع المطورين الأفراد المهتمين بتطوير ألعاب بشكل مستقل و لتجربة أفكار لعبة جديدة و لترتيبات معيشتهم).
على الرغم من تراجع أليك هولوكا عن المشروع بعد فترة وجيزة من ازدحام مشروع تطوير اللعبة ، وترك المشروع لمادي ثورسون ، فأنه قد تدخل لعرض اللعبة في مؤتمر مطوري الألعاب لعام 2013 في اللحظة الأخيرة لعدم قدرة مادي ثورسون على السفر خارجيا لضور المؤتمر بسبب إنتهاء صلاحية جواز سفره وقتها .
ومع زيادة اهتمام الصحافة بعد معرض PAX East الذي أقيم في الولايات المتحدة  ، أبرم مادي ثورسون اتفاقية مع السيدة كيلي سانتياغو من شركة أويا  لإصدار اللعبة حصريًا على وحدة التحكم الصغيرة الخاصة بأويا.
رأى النقاد أن هذا هو الإجراء الذي تحتاجه وحدة التحكم الجديدة من أويا  للتنافس مع وحدات التحكم الحالية ، وشعر مادي ثورسون  أن إصدار اللعبة على أويا  أقل «تخويفًا» مما لو كا ن على منصة بلاي ستيشن  3 .
تناسب اللعبة أيضًا تركيز شركة أويا  على نوعية ألعاب الأريكة التعاونية .
قام مادي ثورسون  في الأصل بالعمل الفني الخاص باللعبة  بنفسه ولكنه لم يكن راضيًا عن النتائج واستأجر متخصص لإنهاء الرسومات الخاصة باللعبة .  قام أليك هولوكا بتأليف الموسيقى ، واستأجر مادي ثورسون شركة Power Up Audio لعمل المؤثرات الصوتية. 
قال مادي ثورسون أن اللعبة بدأت في الظهور بعد حوالي ستة أشهر من تطويرها، وانهم  اختبروها على أصدقاء مقربين مرة كل بضعة أسابيع ، وكان الأصدقاء يسألون مادي ثورسون متى يمكنهم لعبها مرة أخرى.
قدم مادي ثورسون اللعبة إلى بطولة ألعاب القتال لعام 2013 Evolution Championship Series ، حيث تلقوا بشكل غير متوقع مدحًا أكثر من النقد.
كانت آلية اللعبة مستوحاة من ألعاب مادي ثورسون الشبابية .  عند التفكير ، شعروا أن اللعبة تحتوي على آليات التقاط العناصر من سوبر سماش برذرز. ، والقتل بالضربة الواحدة والتوتر من لعبة  Bushido Blade ، والمرح من بعبة Goldeneye 007 ، وآليات التسديد في Yoshi's Island ، واستراتيجية تحديد المواقع من لعبة  فريق القلعة 2 .  وصفوا عملية التطوير الخاصة بهم بأنها تعديل Super Smash Bros ولعبة سوبر سماش برذرز ميلي لتتفق مع أذواقهم.
كان الهدف من تصميم السهم المحدود إبطاء طريقة اللعب وتشجيع إستراتيجية اللاعب.
ولقد فكروا في إضافة لاعبين متعددين عبر الإنترنت ، وهو طلب شائع ، لكنهم افتقروا إلى مهارات البرمجة نفسها التي تمكنهم من فعل ذلك
وجاء مشهد اللعبة في العصور الوسطى من اهتمامهم المعاصر بسلسلة كتب صراع العروش  واقترانها بآلية استخدام الأسهم بـ «القلاع ذات الجدران الحجرية والأبراج المحصنة المليئة بالحمم البركانية».
و تحتوي شخصيات اللاعب أيضًا على شخصيات فردية وقصص خلفية كان مادي ثورسون ينوي توضيحها في قسم "تقاليد اللعبة " العلم" في دليل التعليمات.

## إطلاق النسخة
تم إصدار تاور-فول TowerFall في 25 يونيو 2013 باعتباره تعاقد حصري مع شركة أويا . بيعت اللعبة جيدًا ، مع مراعاة حداثة نظام أويا وقتها ، والتي سمحت لمادي ثورسون بتطوير اللعبة إلى حزمة كاملة.
أعلن مادي ثورسون عن خططه لتوسيع نطاق اللاعب الفردي ، ووقع اتفاقية حصرية جديدة لإصدارصعود تاور-فول TowerFall Ascension على بلاي ستيشن 4 و Steam بمستويات وأسلحة ومتغيرات لعب جديدة بعد انتهاء اتفاقية أويا الحصرية بعد ستة أشهر .  
تابعت شركة Sony اللعبة بنشاط ، وتم التعامل مع غالبية أعمال النقل بواسطة شركة Sickhead Games التي تتخذ من دالاس مقراً لها بواسطة شخصين على مدار ثمانية أسابيع باستخدام المونوجيم MonoGame ، ( مصدر مفتوح وهو إعادة تطوير لمجموعة أدوات تطوير الألعاب Microsoft XNA من شركة مايكروسوفت ) .
اعتقد مادي ثورسون أن لوحة الاتجاهات DualShock 4 كانت «مثالية للعبة تاور-فول TowerFall» وأن بلاي ستيشن 4 كان «الخطوة التالية الطبيعية» للعبة.
وقد تلقوا رسالة من جورج بروسارد قبل إطلاق لعبة صعود تاور-فول بها التهاني الأولية لمادي ثورسونالذي سيصبح مليونيرا.
كانت الإضافات الرئيسية إلى إصدار صعود تاور-فول Ascension هي أوضاع اللعب الفردي والتعاونية . تم التخطيط لمحرر مستويات اللعبة في التحديث المستقبلي ، وقد أعرب مادي ثورسون عن اهتمامه بدعم ستة أدوات تحكم لمباريات من نوع ثلاثة ضد ثلاثة.
في 29 مايو 2014 تم إصدار المنافذ الخاصة بتشغيل اللعبة على الأنظمة Linux و OS X ، مع متغيرات اللعبة المحدثة.
و في يوليو 2014 تم اختيار تاور-فول TowerFall لدورة الألعاب القتالية في بطولة Evolution Championship Series ، وكلعبة مجانية مع بلاي ستيشن Plus للشهر نفسه.
تم إصدار صعود تاور-فول Towerfall: Ascension في النهاية كتكملة للعبة  تاور-فول Towerfall الأصلية لوحدة التحكم أويا في نوفمبر 2016.

### التحديثات
في فبراير 2015 تم الكشف عن شخصية «أركر االزرقاء Blue Archer» كشخصية جديدة قابلة للعب في توسعة مرحلة من مراحل اللعبة و المسماة  «العالم المظلم Dark World» .
صرح المطورون أن شكلها كان مستوحى من السيدة أنيتا سركيسيان الناشطة النسوية التي تعارض الصورة النمطية للأنثى في ألعاب فيديو المراهقين والتي تزيد من كراهية الأولاد ضد الأنثى.
في 12 مايو 2015 ، تم إصدار حزمة توسعة المسماة Dark World ، في أمريكا الشمالية لجهاز بلاي ستيشن 4 والكمبيوتر الشخصي (Linux و OS X و Windows) عبر Steam وHumble Store وGOG.com .  ثم تبع ذلك  إصدارها على منصة  بلاي ستيشن الأوروبية بعد عدة أيام.
تتضمن الحزمة وضع حملة عسكرية للقتال متعدد اللاعبين من أربعة لاعبين، حيث يخوض اللاعبون معارك زعماء معًا ويمكنهم إنقاذ بعضهم البعض.
كما أنه يضيف قوة تجعل السهام تنفجر عن طريق التفجير عن بعد.
بدأت الحزمة كمجموعة من المستويات الجديدة وأصبحت أربع مجموعات ، وعشر شخصيات جديدة ، ومستويات تم إنشاؤها من الناحية الإجرائية ، والمعارك المذكورة أعلاه ، والتعاونية ، واختيار الزعيم.
في 15 ديسمبر 2015 تم إصدار الإصدار الخاص بـ بلاي ستيشن فيتا
في 18 يناير 2018 تم إصدار الإصدار الخاص بـ Xbox One ، بما في ذلك Ascension و Dark World ،.
في 27 سبتمبر 2018 تم إصدار الإصدار الخاص بـ Nintendo Switch ، ويتضمن Madeline و "Part of Her" من لعبة Celeste ، والتي تم إنتاجها أيضًا بواسطة شركة مات ميكز جيمز.
في أغسطس 2016 ، ابتكر مادي ثورسون أيضًا نسخة إضافية  مستقلة من اللعبة تعمل على نظام ويندوز  Windows  تعمل على تعديل الوضع مقابل خمسة إلى ثمانية لاعبين في وقت واحد، تم إصدار بأسم تاور-فول 8 لاعبين  TowerFall 8-Player  

### الطبعات المادية
في سبتمبر 2015، قامت شراكة بين شركة مات ميكز جيمز مع شركة IndieBox .
وتم اطلاق خدمة اشتراك شهرية للتقديم الحصري  لاصدارات معدودة من اللعبة TowerFall.
تضمن صندوق الإصدار المحدود هذا محرك أقراص فلاش مع ملف لعبة خالية من إدارة الحقوق الرقمية وموسيقى  وبها الموسيقى التصويرية رسمية ودليل التعليمات ومفتاح Steam ومقتنيات متنوعة مصممة خصيصًا[بحاجة لمصدر]
في نوفمبر 2020 ، تم الإعلان عن إصدار مادي محدود للعبة على  إصدار Nintendo Switch من خلال شركة ليميتيد ران جيمز.

## استقبال الجمهور
| استقبال |                                                |
| --- | ---------------------------------------------- |
| مجموع النقاط المجموع نقاط ميتاكريتيك PC: 87/100 [ 17 ] PS4: 87/100 [ 18 ] XONE: 80/100 [ 19 ] NS: 89/100 [ 20 ] نتائج المراجعة نشرة نقاط إدج 8/10 [ 21 ] يورو غيمر 9/10 [ 22 ] غيم تريلرز 9.1/10 [ 23 ] آي جي إن 8.9/10 [ 24 ] بوليغون 9.5/10 [ 25 ] |                                                |
| مجموع النقاط |                                                |
| المجموع | نقاط                                           |
| ميتاكريتيك | PC: 87/100 PS4: 87/100 XONE: 80/100 NS: 89/100 |
| نتائج المراجعة |                                                |
| نشرة | نقاط                                           |
| إدج | 8/10                                           |
| يورو غيمر | 9/10                                           |
| غيم تريلرز | 9.1/10                                         |
| آي جي إن | 8.9/10                                         |
| بوليغون | 9.5/10                                         |

ذكر العديد من المراجعين أن لعبة تاور-فول TowerFall هي اللعبة المميزة لوحدة التحكم الصغيرة أويا في وقت إطلاقها.
أطلق بين كوشيرا صاحب تقرير بيني أركاد على اللعبة «التطبيق القاتل  في أويا»،وقال كل من روس فراشتيك وكريس بلانت من موقع  بوليغون المتخصص في الألعاب  «أن لعبة TowerFall كانت السبب لشراء الناس لنظام أويا» Ouya.
بحلول أبريل 2014 ، أخبر مادي ثورسون موقع Thorson Eurogamer أن اللعبة قد حققت نصف مليون دولار ، مع معظم مبيعات النسخة المعدلة Ascension على بلاي ستيشن 4.
في ذلك الوقت ، جاء خُمس مبيعات الألعاب من أويا ، وهي منصة أصغر نسبيًا مع قاعدة تثبيت أصغر من بلاي ستيشن و Steam.  
كانت اللعبة مرشحة لجائزة التميز في التصميم في مهرجان الألعاب المستقلة 2014 ، لكنها خسرت أمام لعبة «أوراق ، من فضلك». تلقت النسخة المعدلة TowerFall Ascension تقييمات «مواتية بشكل عام» ، وفقًا لمجمع مراجعة الألعاب Metacritic .
في 2013 منحت الأكاديمية الوطنية لمراجعي تجارة ألعاب الفيديو (NAVGTR) ، الفوز للعبة .
أشاد المراجعون بتوازن اللعبة ، وقارنوها بشكل إيجابي مع Super Smash Bros. ، وأوصوا بها باعتبارها لعبة جماعية.
وقد شعر النقاد أن وضع اللاعب الفردي هو في الحضيض ، وأعربوا عن أسفهم لعدم وجود وضع متعدد اللاعبين عبر الإنترنت ، ووصف جون دينتون من موقع Eurogamer الافتقار بأنه «مؤلم» و «عار باكي».
صنف موقع بوليغون Polygon اللعبة ضمن أفضل 25 لعبة في العقد.

## روابط خارجية
الموقع الرسمي